# Federica Veritti
Federica Veritti (San Daniele del Friuli, 6 luglio 1999) è una calciatrice italiana, difensore del Como 1907.

## Biografia
Nel luglio 2024 ha conseguito la laurea in Scienze motorie presso l'Università San Raffaele di Roma.

## Carriera

### Club
Veritti inizia la carriera giocando nel campionato giovanile nella Majanese, e notata dagli osservatori del Graphistudio Tavagnacco, la dirigenza le offre l'occasione di continuare la carriera in una formazione interamente femminile, prima nelle esordienti, poi nelle giovanissime per poi continuare nella formazione che disputa il Campionato Primavera.
Le prestazioni offerte nei campionati giovanili convincono la società ad inserirla nel 2015 nella rosa della prima squadra, a disposizione del tecnico Sara Di Filippo per essere impiegata in campionato di Serie A nella stagione 2014-2015 e in Coppa Italia dove è tra le atlete in panchina nella Finale di Abano Terme persa 4-0 contro il Brescia.
Nell'estate 2018 si è trasferita al Verona, che aveva acquisito il titolo sportivo del Verona Women per la partecipazione al campionato di Serie A per la stagione 2018-2019, dove ritrova il tecnico Di Filippo. Durante il campionato viene impiegata in 10 incontri, condividendo il difficile percorso della squadra che fatica ad uscire dalla parte bassa della classifica terminando al decimo posto, l'ultimo utile per la salvezza.
Durante il successivo calciomercato estivo fa ritorno al Tavagnacco.
A dicembre 2022 passa al Napoli e, dopo avervi collezionato 17 presenze in Serie B (contribuendo alla vittoria del campionato) e sette presenze in Serie A, nell'estate del 2024 si trasferisce al ChievoVerona FM.
Conclusi gli obblighi contrattuali con la cessione del titolo sportivo al Como 1907, durante la sessione estiva di calciomercato 2025 viene annunciato il suo trasferimento al club lariano al fine di allestire un organico in grado di puntare alla promozione in massima serie dopo aver rilevato il posto in Serie B dal ChievoVerona FM.

### Nazionale
Durante la stagione 2014-2015 le prestazioni offerte in campionato attirano l'attenzione della FIGC che, su iniziativa del selezionatore Enrico Sbardella la invita a partecipare a qualche raduno della Nazionale under 17. Con la maglia azzurra scende in campo per la prima volta il 4 maggio 2015, in occasione della partita giocata a Beja, in Portogallo, contro il Belgio nel Torneo riservato a formazioni Under-16, incontro vinto 2-0 dall'Italia.
La definiva convocazione arriva qualche mese più tardi, quando la nuova selezionatrice delle U17 Rita Guarino la inserisce in rosa nella formazione che partecipa alla qualificazioni all'edizione 2016 del campionato europeo di categoria.
Con le Azzurrine fa il suo debutto nel torneo il 18 settembre 2015, nella partita in cui l'Italia si impone per 5-0 sulle pari età della Bosnia ed Erzegovina, scendendo in campo in tutti i sei incontri disputati e venendo confermata per la fase finale.

## Palmarès
- Campionato italiano di Serie B: 1

Napoli: 2022-2023